# Serie B 1970 (calcio femminile)
L'edizione 1970 è stata la prima edizione del campionato F.F.I.G.C. della Serie B femminile italiana di calcio.

Corrisponde alla stagione 1969-1970 del calcio maschile.

## Stagione
Il campionato è iniziato il 28 giugno 1970 ed è terminato il 28 novembre 1970.
È il primo campionato di Serie B femminile organizzato in Italia e concepito dalla Federazione Femminile Italiana Giuoco Calcio (F.F.I.G.C.) da quando è stata costituita a Roma nell'ufficio del Sottosegretario dello Sport e Turismo, onorevole Franco Evangelisti il giorno 5 gennaio 1970.
Dopo aver organizzato e fatto partire il campionato di Serie A, la neonata Federazione dovette far fronte a una inaspettata proliferazione di società di nuova affiliazione che chiedevano di poter partecipare a questo campionato, programmazione e organizzazione che non fu affatto semplice.
Si dovevano risolvere importanti problemi strutturali quali:
- la concomitanza della fine dei campionati maschili FIGC;
- lo svolgimento del campionato mondiale "Messico 1970" ed attenderne la fine (21 giugno);
- lo svolgimento del Giro d'Italia che terminò il 7 giugno e che avrebbe fortemente condizionato la presenza di pubblico pagante negli stadi provinciali;
- difficoltà a reperire un numero sufficiente di arbitri per poter dirigere tutte le partite.

Alla chiusura delle iscrizioni risultavano iscritte 40 squadre
e il Comitato Nazionale Gare decise di sceglierne solo 24 a causa di importanti motivi organizzativi dovuti alla collocazione geografica delle squadre partecipanti e alla programmazione e svolgimento del campionato stesso.

## Formula
Le 24 squadre furono suddivise in 6 gironi di 4 squadre in modo da poter portare a termine le qualificazioni prima dell'inizio delle vacanze estive.
Delle 4 partecipanti di ogni girone, erano le prime 3 classificate a poter essere ammesse alle finali e andare a comporre i sedicesimi di finale. Ma solo in seguito non tutte le squadre qualificate dettero la propria adesione a partecipare alle finali, che furono programmate a partire dai primi di settembre 1970 partendo direttamente dagli ottavi di finale ammettendo solo 16 squadre.

## Girone A
Fonte:

### Squadre partecipanti
| Club                    | Città              | Stadio o Campo |
| ----------------------- | ------------------ | -------------- |
| .... Alaimo Reggio      | Reggio Calabria    |                |
| A.C.F. Alaska           | Veglie (LE)        |                |
| C.S. Castrovillari      | Castrovillari (CS) |                |
| A.C.F. Messina Sayonara | Messina            |                |

### Classifica finale
|  | Pos. | Squadra       | Pt | G | V | N | P | GF | GS | DR |
|  | ---- | ------------- | -- | - | - | - | - | -- | -- | -- |
|  | ?.   | Alaska        | ?  | 6 |   |   |   |    |    |    |
|  | ?.   | Castrovillari | ?  | 6 |   |   |   |    |    |    |
|  | ?.   | ?             | ?  | 6 |   |   |   |    |    |    |
|  | ?.   |               | ?  | 6 |   |   |   |    |    |    |

Legenda:
      Ammesso alle finali.
Regolamento:
Due punti a vittoria, uno a pareggio, zero a sconfitta.
Pari merito in caso di pari punti.
Spareggio per squadre a pari punti in zona finali.

## Girone B

### Squadre partecipanti
| Club                        | Città        | Stadio o Campo            |
| --------------------------- | ------------ | ------------------------- |
| C.C.F. Libertas Impero      | Piacenza     | Vari campi, mai lo stesso |
| C.F. Autoroma SIMCA Bergamo | Bergamo      | Vari campi, mai lo stesso |
| C.F. Peco Saronno           | Saronno (VA) |                           |
| U.S. Po.Li.Ri. Firenze      | Firenze      | Campo Remen e altri       |

### Classifica finale
|  | Pos. | Squadra           | Pt | G | V | N | P | GF | GS | DR  |
|  | ---- | ----------------- | -- | - | - | - | - | -- | -- | --- |
|  | 1.   | Autoroma Bergamo  | 12 | 6 | 6 | 0 | 0 | 41 | 3  | +38 |
|  | ?.   | Peco Saronno      | ?  | 6 |   |   |   |    |    |     |
|  | ?.   | Po.Li.Ri. Firenze | ?  | 6 |   |   |   |    |    |     |
|  | ?.   | Libertas Impero   | ?  | 6 |   |   |   |    |    |     |

Legenda:
      Ammesso alle finali.
Regolamento:
Due punti a vittoria, uno a pareggio, zero a sconfitta.
Pari merito in caso di pari punti.
Spareggio per squadre a pari punti in zona finali.

## Girone C

### Squadre partecipanti
| Club                                | Città                  | Stadio o Campo |
| ----------------------------------- | ---------------------- | -------------- |
| G.S. Ascoli 70                      | Ascoli Piceno          |                |
| A.C.F. Gaiole in Chianti            | Gaiole in Chianti (SI) |                |
| U.S. Invicta Macerata               | Macerata               |                |
| Una squadra marchigiana da definire |                        |                |

### Classifica finale
|  | Pos. | Squadra           | Pt | G | V | N | P | GF | GS | DR |
|  | ---- | ----------------- | -- | - | - | - | - | -- | -- | -- |
|  | ?.   | Ascoli 70         | ?  | 6 |   |   |   |    |    |    |
|  | ?.   | Gaiole in Chianti | ?  | 6 |   |   |   |    |    |    |
|  | ?.   | Invicta Macerata  | ?  | 6 |   |   |   |    |    |    |
|  | ?.   | ?                 | ?  | 6 |   |   |   |    |    |    |

Legenda:
      Ammesso alle finali.
Regolamento:
Due punti a vittoria, uno a pareggio, zero a sconfitta.
Pari merito in caso di pari punti.
Spareggio per squadre a pari punti in zona finali.

## Girone D

### Squadre partecipanti
| Club                      | Città  | Stadio o Campo |
| ------------------------- | ------ | -------------- |
| A.S.A. 2000               | Roma   |                |
| A.C.F. Audax Laziale      | Roma   |                |
| A.C.F. Bruno Sport Tevere | Roma   |                |
| .... Campania             | Napoli |                |

### Classifica finale
|  | Pos. | Squadra            | Pt | G | V | N | P | GF | GS | DR |
|  | ---- | ------------------ | -- | - | - | - | - | -- | -- | -- |
|  | ?.   | Audax Laziale      | ?  | 6 |   |   |   |    |    |    |
|  | ?.   | Campania           | ?  | 6 |   |   |   |    |    |    |
|  | 3.   | ASA 2000           | ?  | 6 |   |   |   |    |    |    |
|  | 3.   | Bruno Sport Tevere | ?  | 6 |   |   |   |    |    |    |

Legenda:
      Ammesso alle finali.
Regolamento:
Due punti a vittoria, uno a pareggio, zero a sconfitta.
Pari merito in caso di pari punti.
Spareggio fra ASA 2000 e Bruno Sport Tevere per definire la terza ammessa alle finali.

## Girone E

### Squadre partecipanti
| Club               | Città   | Stadio o Campo |
| ------------------ | ------- | -------------- |
| A.C.F. Messina     | Messina |                |
| S.C.F. Palermo     | Palermo |                |
| A.C.F. Pro Palermo | Palermo |                |
| Real Palermo       | Palermo |                |

### Classifica finale
|  | Pos. | Squadra      | Pt | G | V | N | P | GF | GS | DR  |
|  | ---- | ------------ | -- | - | - | - | - | -- | -- | --- |
|  | 1.   | Messina      | 11 | 6 | 5 | 1 | 0 | 32 | 4  | +28 |
|  | 2.   | Pro Palermo  | 6  | 6 | 2 | 2 | 2 | 9  | 14 | -5  |
|  | 3.   | Real Palermo | 6  | 6 | 3 | 0 | 3 | 12 | 18 | -6  |
|  | 4.   | Palermo      | 1  | 6 | 0 | 1 | 5 | 3  | 20 | -17 |

Legenda:
      Ammesso alle finali.
Regolamento:
Due punti a vittoria, uno a pareggio, zero a sconfitta.
Pari merito in caso di pari punti.
Spareggio per squadre a pari punti in zona finali.

## Girone F

### Squadre partecipanti
| Club             | Città         | Stadio o Campo |
| ---------------- | ------------- | -------------- |
| A.C.F. Apollo 70 | Oristano (CA) |                |
| A.C.F. Oristano  | Oristano (CA) |                |
| Pol. Simaxis     | Simaxis (CA)  |                |
| C.F. Torres Club | Sassari       |                |

### Classifica finale
|  | Pos. | Squadra   | Pt | G | V | N | P | GF | GS | DR |
|  | ---- | --------- | -- | - | - | - | - | -- | -- | -- |
|  | ?.   | Oristano  | ?  | 6 |   |   |   |    |    |    |
|  | ?.   | Apollo 70 | ?  | 6 |   |   |   |    |    |    |
|  | ?.   | Simaxis   | ?  | 6 |   |   |   |    |    |    |
|  | ?.   | Torres    | ?  | 6 |   |   |   |    |    |    |

Legenda:
      Ammesso alle finali.
Regolamento:
Due punti a vittoria, uno a pareggio, zero a sconfitta.
Pari merito in caso di pari punti.

## Finali per il titolo e promozione in Serie A

### Ottavi di finale
Gli ottavi di finali furono definiti dalla FFIGC in data 7 settembre 1970.
| Squadra 1                                      | Totale | Squadra 2              | Andata | Ritorno |
| ---------------------------------------------- | ------ | ---------------------- | ------ | ------- |
| Andata 13 settembre, ritorno 20 settembre 1970 |        |                        |        |         |
| Peco Saronno                                   | -      | Ascoli 70              | -      | -       |
| Real Palermo                                   | 3 - 2  | Alaska                 | 2 - 0  | 1 - 2   |
| Campania                                       | 0 - 10 | Autoroma SIMCA Bergamo | 0 - 8  | 0 - 2   |
| Audax Laziale                                  | -      | Po.Li.Ri. Firenze      | -      | -       |
| Apollo 70                                      | n.d.   | Castrovillari          | n.d.   | n.d.    |
| Oristano                                       | n.d.   | Simaxis                | n.d.   | n.d.    |
| ?                                              | -      | Gaiole in Chianti      | -      | -       |
| Messina                                        | 8 - 0  | Pro Palermo            | 4 - 0  | 4 - 0   |

Riposava l'Invicta Macerata.

Al ritiro del Castrovillari e dell'Oristano il C.N.G. ha rifatto il calendario e ha fatto giocare un ottavo di finale solo con le squadre sarde Apollo 70-Simaxis.
| Squadra 1                                      | Totale | Squadra 2 | Andata | Ritorno |
| ---------------------------------------------- | ------ | --------- | ------ | ------- |
| Andata 13 settembre, ritorno 20 settembre 1970 |        |           |        |         |
| Apollo 70                                      | 0 - 1  | Simaxis   | 0 - 0  | 0 - 1   |

### Quarti di finale
I quarti di finale sono stati disputati il 27 settembre e 4 ottobre 1970.
| Squadra 1                                   | Totale | Squadra 2         | Andata | Ritorno |
| ------------------------------------------- | ------ | ----------------- | ------ | ------- |
| Andata 27 settembre, ritorno 4 ottobre 1970 |        |                   |        |         |
| Autoroma SIMCA Bergamo                      | n.d.   | Simaxis           | n.d.   | n.d.    |
| Messina                                     | 12 - 0 | Real Palermo      | 6 - 0  | 6 - 0   |
| Gaiole in Chianti                           | -      | Po.Li.Ri. Firenze | -      | -       |
| Peco Saronno                                | -      | Invicta Macerata  | -      | -       |

### Semifinale
Definite dalla FFIGC a gara unica in campo neutro, salvo accordi fra le due squadre.
| Squadra 1              | Risultato | Squadra 2         |
| ---------------------- | --------- | ----------------- |
| 18 ottobre 1970        |           |                   |
| Autoroma SIMCA Bergamo | 5 - 1     | Po.Li.Ri. Firenze |
| Messina                | 2 - 1     | Peco Saronno      |

#### Finale per il titolo di Serie B
| Arbitro: | Malerba (Roma) |

| |              |                                                                                           |
| P. Gualdi 14’ A. Gualdi 15’ Pesenti 30’, 34’                                                                                        | Marcatori    |                                                                                           |
| · 42’ Beonio · Mandelli · S. Quarti · Pedrali · 38’ Cortesi · Mola · 53’ M.G. Quarti · A. Gualdi · P. Gualdi · (c) Azzola · Pesenti | Formazioni   | La Foresta Falcone Fallanca Sofia Parisi Damino Muratore De Matteo Löbau Gi. Cumia Nuccio |
| · 38’ Galizzi · 42’ Maffeis · 53’ Gatti                                                                                             | Sostituzioni |                                                                                           |
| Luigi Zanini | Allenatori   | Fallanca                                                                                  |

### Giornali
Tabellini pubblicati dai seguenti giornali sportivi:
- La Gazzetta dello sport, Milano, quotidiano microfilmato conservato a Milano, dalla Biblioteca Nazionale Braidense) e dalla Biblioteca comunale centrale di Milano.
  - Biblioteca Civica di Torino;
  - Biblioteca Nazionale Braidense di Milano,
  - Biblioteca Civica Berio di Genova,
  - Biblioteca Nazionale Centrale di Firenze,
  - Biblioteca Nazionale Centrale di Roma.
- Il Corriere dello Sport, Roma, 1970, quotidiano microfilmato conservato nella Biblioteca Nazionale Centrale di Firenze e presso Biblioteca del C.O.N.I. di Roma.
- Eco di Bergamo, Bergamo, Sesaab, 1970, Biblioteca civica Angelo Mai (sala microfilm).
- Il Giornale di Bergamo, Bergamo, Società Editrice Periodici, 1970, Biblioteca civica Angelo Mai (sala microfilm).
- Libertà, quotidiano di Piacenza, Piacenza, 1970,  pp. varie, consultato presso la Biblioteca Comunale "Passerini Landi" (microfilmato).
- La Prealpina, quotidiano di Varese, Varese, 1970,  pp. varie, consultato presso la Biblioteca comunale centrale di Milano (microfilmato).
- L'informatore del lunedì, settimanale del lunedì dell'Unione Sarda, Cagliari, 1970.

### Libri
- Lino Coppola, Rassegna del Calcio Femminile, Salerno, Arti Grafiche Boccia S.r.l., aprile 1973,  pp. varie nelle storie delle squadre affiliate alla FFIGC nel 1972.
- Giovanni Di Salvo, Quando le ballerine danzavano col pallone - La storia del calcio femminile con particolare riferimento a quello siciliano, Empoli (FI), Geo Edizioni S.r.l., 2015.